# شاخه نظامی

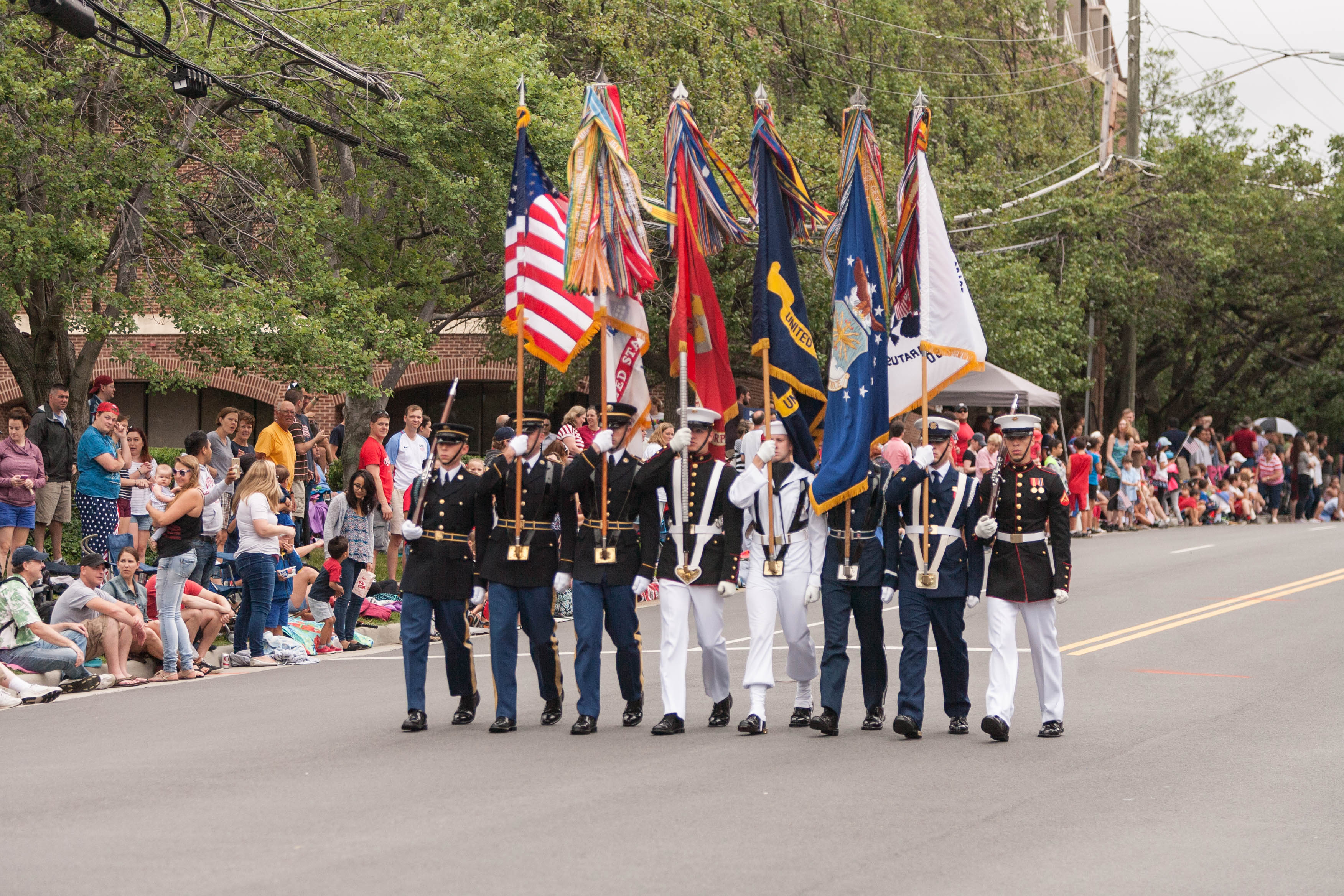
رژه نیروهای مسلح ایالات متحده آمریکا؛ با حمل پرچم آمریکا و ۵ پرچم، به نشانهٔ ۵ شاخه نظامی فعال در نیروهای مسلح این کشور

شاخه نظامی (انگلیسی: Military branch) شعبه نظامی یا شاخه نیروهای مسلح، بر پایهٔ استانداردهای مشترک نظامی، زیرمجموعه‌ای از نیروهای مسلح ملی یک کشور یا نظامِ حاکم است. نیروهای مسلح کشورهای مختلف اغلب از نیروی زمینی، نیروی هوایی و نیروی دریایی تشکیل شده است، که شاخه نظامی، به این نیروها و شاخه‌های زیرمجموعه آنها اشاره دارد.

## تعریف ناتو
شاخه خدمت (همچنین شاخه خدمت نظامی یا شاخه خدمت مسلح) طبق استانداردهای ناتو به شاخه‌ای از نیروهای ترکیبی یا بخش‌هایی از یک نیرو، پایین‌تر از سطح خدمت، خدمت نظامی یا خدمت مسلح اشاره دارد.

## شاخه‌های نظامی
بر اساس تعریف ناتو؛ ۳ شاخه نظامی کلاسیک وجود دارد که عبارتند از: 
1. نیروی زمینی: وظیفه جنگ بر روی زمین را به عهده دارد.
2. نیروی هوایی: وظیفه جنگ در آسمان را به عهده دارد.
3. نیروی دریایی: وظیفه جنگ بر روی آبهای دریا را به عهده دارد.
4. البته در بیشتر نیروهای نظامی هم چهارمین شاخه نظامی کلاسیک وجود دارد؛ «ژاندارمری» که وظیفه آن، تامین امنیت داخلی است.

غیر از این چهار نیرو، شاخه های نظامی مختلف «بسته به هر کشور متفاوت است» وجود دارند:
1. نیروی هوافضا؛ که وظیفه نیروهای هوائی، فضائی و موشکی را به عهده دارد، مانند نیروی هوافضای سپاه پاسداران انقلاب اسلامی
2. نیروی هوابرد؛ که وظیفه عملیات چتربازی و عملیات های مشابه را بر عهده دارد، مانند نیروی هوابرد روسیه
3. نیروی پدافند هوایی؛ که وظیفه حفاظت از آسمان و مرزهای هوایی کشور را بر عهده دارد، مانند نیروی پدافند هوایی ارتش جمهوری اسلامی ایران
4. گارد مرزی؛ که وظیفه حفاظت از مرزهای زمینی کشور را بر عهده دارد، مانند گارد مرزی ویتنام
5. گارد ساحلی؛ که وظیفه حفاظت از مرزهای دریایی کشور را بر عهده دارد، مانند گارد ساحلی ایالات متحده آمریکا
6. فرماندهی و کنترل؛ که وظایفی بر عهده دارد از جمله جنگ اطلاعاتی، نظارت، مخابرات نظامی، عملیات شناسایی و...، مانند نیروی پشتیبانی اطلاعات ارتش آزادی‌بخش خلق
7. نیروی سایبری؛ که وظیفه جنگ سایبری را بر عهده دارد، مانند سرویس اطلاعات و دیجیتال سنگاپور
8. خدمات اضطرارات؛ که وظیفه مدیریت بحران و شرایط اضطراری را بر عهده دارد، مانند یگان نظامی اضطرارات اسپانیا
9. خدمات مهندسی نظامی؛ که وظیفه مهندسی نظامی را بر عهده دارد، مانند نیروهای مهندسی و ساخت و ساز مغولستان
10. ستاد کل نظامی؛ که وظیفه فرماندهی و هماهنگی شاخه های نظامی و مدیریت و هدایت عملیات نظامی را بر عهده دارد، مانند ستاد مشترک ارتش جمهوری اسلامی ایران
11. نیروی گارد رئیس کشور یا حکومت؛ که وظایف امنیتی، حفاظتی و حتی تشریفاتی آنها را هم بر عهده دارد، مانند گارد سلطنتی اسپانیا
12. خدمات آماد و پشتیبانی؛ که وظیفه فراهم کردن آماد نظامی را بر عهده دارد، مانند سرویس مشترک پشتیبانی نیروی نظامی فدرال آلمان
13. نیروی تفنگدار دریایی؛ که وظیفه پشتیبانی نبردهای دریایی را بر عهده دارد، مانند سپاه تفنگداران دریایی ایالات متحده آمریکا
14. خدمات پزشکی؛ که وظیفه فراهم کردن خدمات بهداشتی و پزشکی نظامی را بر عهده دارد، مانند نیروی پزشکی بلژیک
15. پلیس نظامی؛ که وظیفه فراهم کردن نظم و امنیت و اجرای قانون در نیروی نظامی را بر عهده دارد، مانند پلیس نظامی جمهوری چین
16. نیروی ذخیره نظامی؛ مانند نیروهای داوطلب دفاع ملی لیتوانی
17. نیروی موشکی؛ مانند نیروی موشکی استراتژیک ارتش خلق کره
18. نیروی فضایی؛ مانند نیروی فضایی ایالات متحده آمریکا
19. نیروهای عملیات ویژه؛ مانند نیروهای ویژه لهستان
20. نیروی سامانه های بدون انسان؛ که وظیفه بکارگیری این سامانه ها را در نیروی نظامی به عهده دارد که نیرویی با همین نام، از شاخه های نظامی نیروهای مسلح اوکراین است